# DIN 5044
Die DIN-Norm DIN 5044 Ortsfeste Verkehrsbeleuchtung; Beleuchtung von Straßen für den Kraftfahrzeugverkehr; Allgemeine Gütemerkmale und Richtwerte war eine in Deutschland gültige Norm, die sich mit der Beleuchtung von Straßen mit Kraftfahrzeugverkehr beschäftigte. Sie behandelte in diesem Zusammenhang ortsfeste Beleuchtungsanlagen innerhalb und außerhalb bebauter Gebiete und nannte Empfehlungen, wie die Straßen beleuchtet werden sollen. Die DIN 5044 wurde im November 2005 in Deutschland weitgehend durch die DIN EN 13201 ersetzt: Deren Teile 2 bis 4 gelten europaweit, der nationale Teil 1 definierte als DIN 13201-1 (ohne EN) für Deutschland umfassende Parameter für Beleuchtungsklassen, wurde jedoch im Juni 2017 zurückgezogen. Seit Januar 2020 ist ein neuer Entwurf der DIN 13201-1 in Diskussion. Die Restnorm DIN 5044-1 wurde im März 2011 zurückgezogen.

## Inhalt
Der erste Teil nannte die verkehrstechnische Kriterien für den Einsatz von Straßenbeleuchtung. Des Weiteren wurden lichttechnische Gütemerkmale definiert und Richtwerte festgelegt. Zudem enthielt die Norm Hinweise für den Entwurf von Beleuchtungsanlagen.
Der zweite Teil traf Festlegungen zur Leuchtdichtebewertung von Fahrbahnoberflächen und gab Berechnungsmethoden für Beleuchtungsanlagen an. Des Weiteren wurden Messverfahren für die Beleuchtung beschrieben.

## Begriffsklärungen
Die sichere Anwendung der DIN 5044 setzt das Verständnis verschiedener lichttechnischer Begriffe voraus, die in der nachfolgenden Aufzählung kurz erklärt werden:
- Das Bewertungsfeld ist ein ausgewählter Fahrbahnabschnitt, der zur Bewertung der Fahrbahnleuchtdichte eines Straßenbereichs dient. Das Feld beginnt 60 Meter vor dem Beobachter und endet bei einer Entfernung von 160 Metern. Der Beobachterstandort befindet sich auf der Mittellinie des rechten Fahrstreifens auf einer Höhe von 1,5 Meter über der Fahrbahn. Die Breites des Bewertungsfeldes ist mit der Fahrbahnbreite identisch.
- Die Fahrbahnleuchtdichte bezieht sich auf das Bewertungsfeld und ist die mittlere Leuchtdichte auf der Fahrbahn in diesem Feld. Die Objektleuchtdichte bezeichnet die Leuchtdichte von Objekten (etwa Fußgänger, parkende Fahrzeuge) auf der Fahrbahn.  Der Helligkeitskontrast ist die Differenz von Objekt- und Fahrbahnleuchtdichte, bezogen auf die Fahrbahnleuchtdichte. Beim Positivkontrast oder Negativkontrast handelt es sich um den Helligkeitskontrast mit positiver/negativer Differenz von Objekt- und Fahrbahnleuchtdichte.
- Der Lichtpunkt beschreibt den rechnerischen Ausgangsort des Lichtstromes einer Leuchte. Der Abstand zwischen zwei aufeinander folgenden Lichtpunkte wird Lichtpunktabstand genannt. Des Weiteren wird unter der Bezeichnung Lichtpunkthöhe der vertikale Abstand zwischen Lichtpunkt und Fahrbahnoberfläche verstanden. Der Abstand zwischen der Lotrechten des Lichtpunktes und des Fahrbahnrandes wird als Lichtpunktüberhang bezeichnet.

Weiterhin werden folgende allgemeingültige Lichteinheiten in der Norm verwendet:
| Physikalische Größe                                    | Physikalische Größe                              | Physikalische Größe | Physikalische Größe                              | SI-Einheit               | SI-Einheit | Anmerkungen |
| Bezeichnung                                            | Symbol                                           | Definition | Dimension                                        | Name                     | Symbol     | Anmerkungen |
| ------------------------------------------------------ | ------------------------------------------------ | --- | ------------------------------------------------ | ------------------------ | ---------- | --- |
| Lichtstrom luminous flux, luminous power               | {\displaystyle {\mathit {\Phi _{\mathrm {v} }}}} | {\textstyle {\mathit {\Phi _{\mathrm {v} }}}=\!\int {\frac {\partial {\mathit {\Phi _{\mathrm {e} }}}(\lambda )}{\partial \lambda }}K(\lambda )\,\mathrm {d} \lambda } | {\displaystyle {\mathsf {J}}\,}                  | Lumen                    | lm = cd·sr | Strahlungsleistung der Lichtquelle, gewichtet mit der Empfindlichkeit des menschlichen Auges                                                                        |
| Lichtstärke luminous intensity                         | {\displaystyle I_{\mathrm {v} }\,}               | {\textstyle I_{\mathrm {v} }={\frac {\partial {\mathit {\Phi _{\mathrm {v} }}}}{\partial {\mathit {\Omega }}}}}                                                        | {\displaystyle {\mathsf {J}}\,}                  | Candela                  | cd = lm/sr | cd ist SI-Basiseinheit; veraltete Einheiten: Hefnerkerze (HK), Internationale Kerze (IK), Neue Kerze (NK)                                                           |
| Beleuchtungsstärke illuminance                         | {\displaystyle E_{\mathrm {v} }\,}               | {\textstyle E_{\mathrm {v} }={\frac {\partial {\mathit {\Phi _{\mathrm {v} }}}}{\partial A}}}                                                                          | {\displaystyle {\mathsf {L^{-2}J}}}              | Lux                      | lx = lm/m2 | veraltete Einheiten: Nox (nx), Phot (ph) |
| Spezifische Lichtausstrahlung luminous emittance       | {\displaystyle M_{\mathrm {v} }\,}               | {\textstyle M_{\mathrm {v} }={\frac {\partial {\mathit {\Phi _{\mathrm {v} }}}}{\partial A}}}                                                                          | {\displaystyle {\mathsf {L^{-2}J}}}              | Lumen pro Quadratmeter   | lm/m2      | Die Einheit lm/m2 stimmt formal mit dem Lux überein; das Lux wird aber nur für die Strahlung verwendet, die eine Fläche trifft, nicht für die, die von ihr ausgeht. |
| Leuchtdichte luminance                                 | {\displaystyle L_{\mathrm {v} }\,}               | {\textstyle L_{\mathrm {v} }={\frac {\partial ^{2}{\mathit {\Phi _{\mathrm {v} }}}}{\partial {\mathit {\Omega }}\cdot \partial A\cdot \cos \varepsilon }}}             | {\displaystyle {\mathsf {L^{-2}J}}}              | Candela pro Quadratmeter | cd/m2      | cd/m2 wird manchmal Nit genannt; veraltete Einheiten: Stilb (sb), Apostilb (asb), Lambert (la)                                                                      |
| Lichtmenge luminous energy                             | {\displaystyle Q_{\mathrm {v} }\,}               | {\textstyle Q_{\mathrm {v} }=\int \!{\mathit {\Phi _{\mathrm {v} }}}(t)\,\mathrm {d} t}                                                                                | {\displaystyle {\mathsf {T\cdot J}}}             | Lumensekunde             | lm·s       | lm·s wird auch Talbot oder Lumberg genannt (kein Standard) |
| Belichtung luminous exposure                           | {\displaystyle H_{\mathrm {v} }\,}               | {\textstyle H_{\mathrm {v} }=\int \!E_{\mathrm {v} }(t)\,\mathrm {d} t}                                                                                                | {\displaystyle {\mathsf {L^{-2}T\cdot J}}}       | Luxsekunde               | lx·s       | Lichtmenge pro Flächeneinheit |
| photometrisches Strahlungsäquivalent luminous efficacy | {\displaystyle K}                                | {\textstyle K(\lambda )={\frac {\mathit {\Phi _{\mathrm {v} }}}{\mathit {\Phi _{\mathrm {e} }}}}}                                                                      | {\displaystyle {\mathsf {M^{-1}L^{-2}T{^{3}}J}}} | Lumen pro Watt           | lm/W       | gibt die Empfindlichkeit des menschlichen Auges bei gegebener Wellenlänge λ an                                                                                      |
| Lichtausbeute luminous efficacy                        | {\displaystyle \eta }                            | {\textstyle \eta ={\frac {\mathit {\Phi _{\mathrm {v} }}}{P}}} | {\displaystyle {\mathsf {M^{-1}L^{-2}T{^{3}}J}}} | Lumen pro Watt           | lm/W       | enthält zusätzlich zu K(λ) den Wirkungsgrad der Lichtquelle für die Erzeugung elektromagnetischer Strahlung                                                         |

Für eine Liste der entsprechenden radiometrischen Größen und Einheiten siehe Radiometrie.